# Organe du spermaceti

Organe du spermaceti à l'intérieur d'un cachalot.

L’organe du spermaceti est un organe présent dans la tête des baleines à dents de la super-famille des Physeteroidea, en particulier chez le cachalot. L'organe contient un liquide cireux appelé spermaceti et qui est probablement impliqué dans la génération du son.

## Description
Chez le cachalot moderne (Physeter macrocephalus), cet organe est bien plus grand, en proportion avec le corps de l’animal, que ce que l’on pourrait expliquer par une simple allométrie. Son évolution a entraîné des modifications de la morphologie du crâne basal, impliquant un compromis ayant affecté la fonctionnalité d’autres structures. L’investissement important dans cet organe suggère qu’il présente un avantage adaptatif, bien que sa fonction ne soit pas encore clairement comprise.
L'organe de spermaceti des cachalots a la forme d'un tonneau allongé et se trouve au sommet du melon de la baleine. Historiquement, l’huile de spermaceti était utilisée dans une variété de produits –notamment les huiles pour lampes, les bougies et les lubrifiants– fournissant la base économique de l’industrie de la chasse au cachalot. Un cachalot peut contenir jusqu'à 1 900 L d'huile.
On pense que la morphologie du complexe nasal est homologue chez tous les odontocètes écholocalisateurs (baleines à dents), l'organe spermaceti étant homologue à la bourse dorsale chez le dauphin. L'hypertrophie du nez du cachalot peut être interprétée comme une adaptation à la plongée profonde propre aux Physeteroidea.

## Hypothèses sur son utilité
Le rôle de cet organe n'est pas connu de manière certaine. Cinq théories coexistent :
1. la flottabilité - on peut supposer que l'animal se sert comme d'un ballast stabilisateur de cet organe, dont la taille est justement liée à la capacité des différentes espèces concernées à plonger profondément. À 37 °C, température corporelle de l'animal en surface, le spermaceti est liquide. À mesure que le cachalot s'enfonce dans les profondeurs pour chasser, la température diminue et fait cristalliser les lipides du spermaceti. Ceci a pour conséquence d'augmenter la densité de celui-ci qui sert ainsi de stabilisateur. En plongée, le cachalot inhale de l'eau froide par la narine gauche, l'évent, seule fonctionnelle, et la fait circuler dans la droite, bouchée, pour refroidir et figer son spermaceti. Il réduit ainsi son volume, donc sa flottabilité. Pour remonter, il réchauffe cette huile par un afflux de sang. Cependant, cela ne constitue qu'une aide, à l’ascension comme à la descente, de moins de 392 N (la force qu'exerce la gravité terrestre sur une masse de 40 kg) pour un animal de 40 tonnes. Cette comparaison entre une force et une masse est délicate dans l'eau (les cachalots ont beau peser jusqu'à 40 tonnes, ils flottent, contrairement aux baleines à fanons) : c'est la densité de l'animal et son volume qui ont de l'importance. Néanmoins, un animal de cette masse possède largement la force de se passer de cette assistance très limitée. Cependant cette hypothèse fait face à de nombreuses objections : le changement de densité obtenu par la manipulation de la température de l’huile de spermaceti aurait un impact négligeable sur la flottabilité globale de l’animal ; les caractéristiques anatomiques nécessaires à un tel échange thermique ne semblent pas présentes ; la régulation de la température nécessiterait un effort physique important en grande profondeur, ce que les animaux plongeant à de telles profondeurs tendent à éviter ; les cachalots semblent très actifs pendant leurs plongées, ce qui va à l’encontre de l’idée selon laquelle la manipulation de la flottabilité serait avantageuse pour rester immobile durant la descente ; enfin, l’évolution de l’organe de spermaceti sous la pression sélective de la flottabilité serait difficile et improbable, car cet organe n’aurait un effet sur la flottabilité qu’une fois devenu extrêmement volumineux[5]
2. l'écholocalisation - le spermaceti sert principalement à l'écholocalisation, afin de trouver ses proies lors de ses plongées en eaux profondes (parfois jusqu'à 3 km de profondeur mais plus généralement à environ 1 km ; des clics plus élaborés peuvent également être émis par l'intermédiaire des mêmes organes, mais non adaptés à l'écholocalisation et considérés comme de la communication sociale entre individus). Cette masse pourrait faire office de guide d'ondes et le « Junk », composé de la même substance, serait une série de lentilles convergentes, mais tout cela pour des ondes sonores. Cela s'appelle le modèle « bent-horn » (corne pliée) car l'impulsion sonore à l'origine du clic est créée à l'extrémité du nez de l'animal, se propage dans le spermaceti puis se réfléchit sur une poche d'air située au niveau du front du cachalot et se propage ensuite dans la série de poches de graisse (le Junk) faisant office de lentille convergente avant de sortir à l'avant de l'animal (du moins pour les fréquences suffisamment élevées car un clic de cachalot possédant des fréquences allant de 300 Hz à 30 kHz, les basses fréquences sont plutôt omnidirectionnelles et ne « voient » pas le système de lentille et de miroir acoustique, respectivement composés des poches de graisse et d'air). Ce système complexe permet au cachalot de produire des sons adaptés à l'écholocalisation dont les propriétés importantes sont la directivité (environ 95 % de l'énergie du clic est comprise dans un cône de moins de 4° de demi-angle au sommet) et l'intensité afin de détecter des proies à longue distance (de l'ordre d'un ou deux kilomètres). Or l'intensité d'un clic de cachalot peut atteindre 236 dB — par rapport à une pression acoustique d'un micropascal — à 1 mètre devant la tête du cachalot, ce qui constitue rien de moins que la source sonore (naturelle) la plus intense connue[6].
3. absorption de la pression qui règne à grande profondeur. L'huile a une densité différente de celle de l'eau (le corps du cachalot est composé à 95 % d'eau) et peut jouer un rôle dans la régulation de la pression dans le corps du cachalot.
4. réservoir pour l'azote libéré du sang lorsque le cachalot émerge de grandes profondeurs (accident de décompression).
5. arme de poussée dans la lutte entre mâles. On ne sait pas pourquoi la tête des mâles est tellement plus grosse que celle des femelles. Les mâles semblent se battre assez souvent, comme en témoignent les nombreuses égratignures sur la tête causées par les dents de leurs congénères[7].

L’hypothèse selon laquelle l’organe facilite l’écholocation est plus largement acceptée. Selon cette hypothèse, il aide à la recherche de nourriture lors de plongées profondes, en manipulant la direction et la puissance des ondes sonores pour améliorer la détection des proies.